# Добельская волость
Добельская волость (латыш. Dobeles pagasts) — одна из территориальных единиц Добельского края. Находится в районе Спарненской волновой равнины Восточно-Курземской возвышенности и частично на Земгальской равнине Среднелатвийской низменности.
Граничит с городом Добеле, Аннениекской, Аурской, Берзской и Яунберзской волостями своего края, а также с Джукстской волостью Тукумского края.
Наиболее крупные населённые пункты Добельской волости: Айзстраутниеки (волостной центр), Берзбеке, Битениеки, Галениеки.
По территории волости протекают реки: Берзе, Гаурата, Пиенава, Селлите, Сниерайс
Крупные водоёмы: озеро Гауратас и пруд Лачу.
Наивысшая точка: 80,4 м.
Национальный состав: 41,8 % — латыши, 32,9 % — русские, 12,8 % — белорусы, 3,4 % — украинцы, 3,2 % — поляки, 2,6 % — литовцы, 1,6 % — цыгане.
Волость пересекают автомобильная дорога Добеле — Яунберзе и железнодорожная линия Елгава — Лиепая (станция Гардене; пассажирское движение закрыто с 2001 года).

## История
В XVII веке на территории волости находились Берзбекское и Добское поместья, в дальнейшем — более десятка меньших владений. В 1930 годы работал ряд крупных сельских хозяйств.
После Второй мировой войны были организованы 2 колхоза и совхоз «Добеле» (с 1996 года кооперативное общество «Леясстразди»).
В 1935 году территория Добельской волости составляла 125 км², на ней проживало 2660 человек.
В 1945 году в Добельской волости Елгавского уезда были образованы Добельский и Гайсмский сельские советы. В 1949 году произошла отмена волостного деления и Добельский сельсовет входил в состав Добельского района.
В 1954 году к Добельскому сельсовету была присоединена территория ликвидированного колхоза «Зелта друва» Шкибского сельсовета в обмен на территорию колхоза им. Жданова, которая отошла к Гайсмскому сельсовету. В 1963, 1973, 1977 и 1979 годах последовали ещё ряд обменов территориями с соседними сельсоветами.
В 1990 году Добельский сельсовет был реорганизован в Добельскую волость. В 2009 году, по окончании латвийской административно-территориальной реформы, Добельская волость вошла в состав Добельского края.
В 2007 году в волости находилось 1 экономически активное предприятие, Леясстраздская основная школа, Леясстраздский детский дом, библиотека, 2 фельдшерских и акушерских пункта, 2 почтовых отделения.